# Зирка (Киевская область)
Зирка (укр. Зірка, до 2016 г. — Червоная Зирка) — село, входит в Полесский район Киевской области Украины.
Население по переписи 2001 года составляло 99 человек. Почтовый индекс — 07031. Телефонный код — 4592. Занимает площадь 2 км². Код КОАТУУ — 3223585204.

## Местный совет
07031, Киевская обл., Полесский р-н, с. Луговики, ул. Первомайская, 31; тел. 30-1-38.